# Alfons Dopsch
Alfons Dopsch (Lovosice, 14 giugno 1868 – Vienna, 1º settembre 1953) è stato uno storico austriaco che si occupò prevalentemente di storia medioevale.

## Biografia

### Formazione e influenze culturali
Alfons Dopsch, dopo gli studi liceali, dal 1886 frequentò la Facoltà di Storia dell'Università di Vienna, dove si laureò nel 1890 con la tesi di laurea La battaglia di Lobositz (1756), tema scelto per onorare la sua città natale, e che rimase uno dei pochi lavori in cui Dopsch si occupò di storia moderna.
Dal 1889 al 1891 lavorò all'Istituto austriaco di ricerca storica. Dal maggio 1892 Dopsch fu assunto presso l'Istituto Monumenta Germaniae Historica e lavorò presso il dipartimento Diplomata, che si occupava dello studio e della pubblicazione dei documenti merovingi e carolingi. In questo periodo acquistò una grande familiarità con gli strumenti della ricerca storica. Dal 1893 al 1897 compì anche diversi viaggi di studio in Italia, Paesi Bassi, Spagna, Francia e Inghilterra. In breve tempo pubblicò alcune edizioni di documenti medievali che sono considerati esemplari . Il suo principale campo di lavoro fu la storia territoriale austriaca, principalmente del Medioevo. Partendo dalla storia economica territoriale, Dopsch tentò di dimostrare una continuità tra antichità e Medioevo. Il suo pensiero dominante fu il superamento della teoria, che allora era più accreditata, che sosteneva che l'Impero di Carlo Magno, rispetto all'Impero Romano era molto più chiuso e quasi privo di scambi commerciali, fondandosi su grandi economie agrarie poco comunicanti fra di loro. Dopsch invece riconosceva all'Impero carolingio una considerevole vivacità economica e culturale. Il suo saggio su " Le basi economiche e sociali della civiltà europea" (1918/20) è ormai considerato un classico.

### Carriera accademica
Nel 1893 Dopsch prese l'abilitazione in Storia presso l'Università di Vienna. Nel 1898 fu nominato professore straordinario, poi dal 1900 al 1937, da professore ordinario, resse la cattedra di Storia nella stessa Università. Venne anche chiamato per insegnare all'Università di Berlino, ma rifiutò. Dal 1908 fino al 1951, fu membro della Commissione storica della Stiria. Dal 1909, Dopsch fu membro dell'Accademia austriaca delle scienze.

## Riconoscimenti
Ricevette due lauree honoris causa, una dall'Università di Oxford ed un'altra dall'Università di Praga. Nel 1949 divenne membro straniero onorario dell'Associazione Storica Americana che ha sede a Washington. Nell'anno della sua morte, ricevette l'Ehrenring der Stadt Wien. Nel 1954, gli fu intitolata una strada a Vienna: la Dopschstraße.

## Opere principali

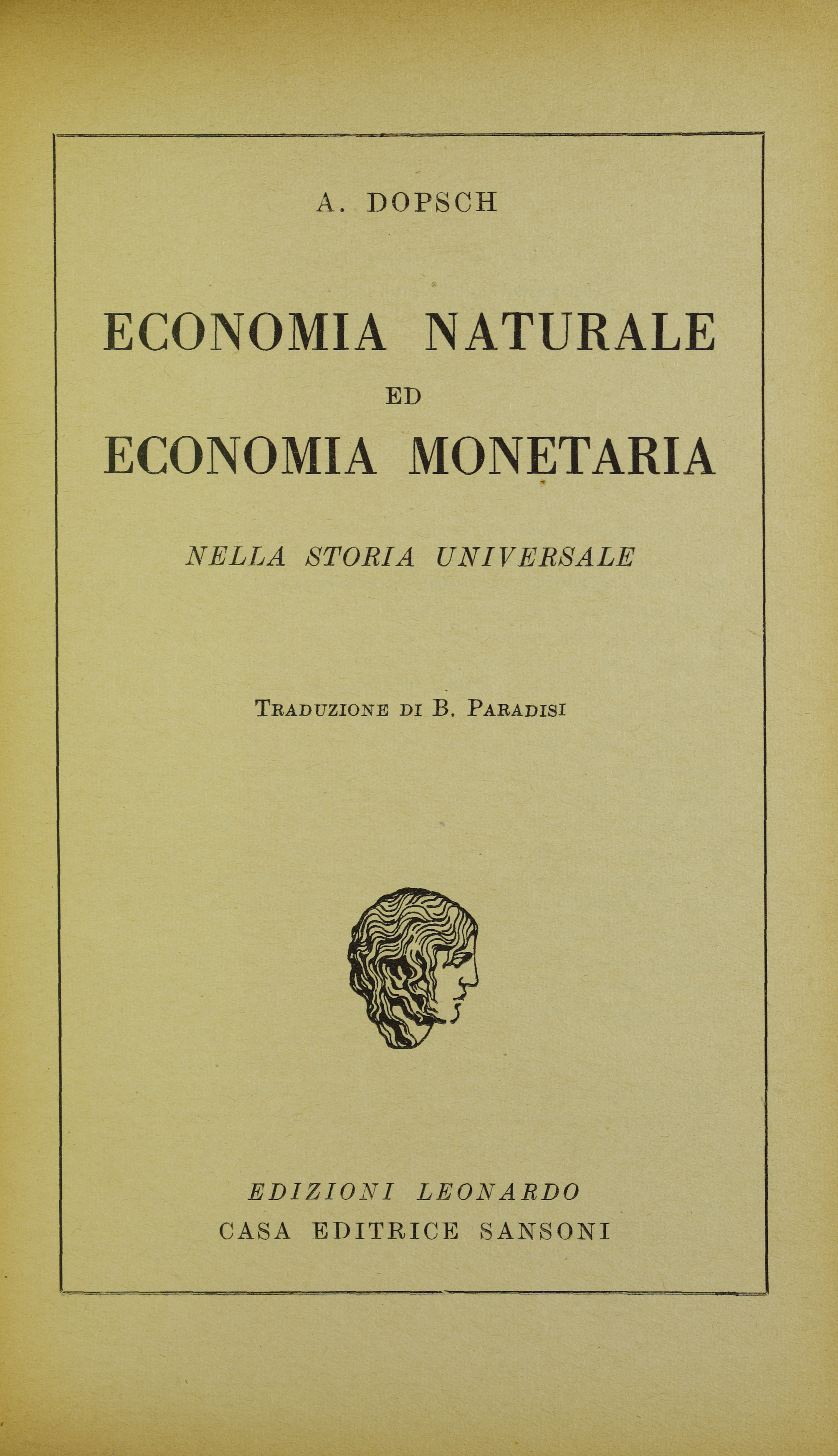
Edizione italiana di Naturalwirtschaft und Geldwirtschaft in der Weltgeschichte, 1949

- Entstehung u. Charakter des österreichischen Landrechtes (1892)
- Beiträge zur Geschichte der Finanzverhältnisse Österreichs (1894)
- Urkunden zur Verfassungsgeschichte der deutsch-österreichischen Erblande im Mittelalter (1895) (in collaborazione con E. Schwind)
- Die Kärnten-Krainer Frage ecc. (1899)
- Forschungen zur inneren Geschichte Österreichs (1904) segg.
- Die ältere Sozial-u. Wirtschaftsverfassung der Alpenslaven (1909)
- Die Wirtschaftsentwicklung der Karolingerzeit (1912/13)
- Wirtschaftliche und soziale Grundlagen der europäischen Kulturentwicklung von Cäsar bis auf Karl den Großen (1918/20)
- Die historische Stellung der Deutschen in Böhmen , in: Rudolph Lodgman, Deutschböhmen, Ullstein & Co, Berlin (1919).
- Naturalwirtschaft und Geldwirtschaft in der Weltgeschichte (1930)
  -  Economia naturale ed economia monetaria nella storia universale, Firenze, Sansoni, 1949.
- Herrschaft und Bauer in der deutschen Kaiserzeit (1934)